# 소릉 (성평왕후)

소릉(紹陵)은 고려 제21대 희종의 정비 성평왕후 임씨의 능이다. 위치는 정확히 알 수 없으나, 희종의 석릉이 강화에 있으므로 소릉 역시 그 근처에 있을 것으로 추정된다.